# Methanosarcina

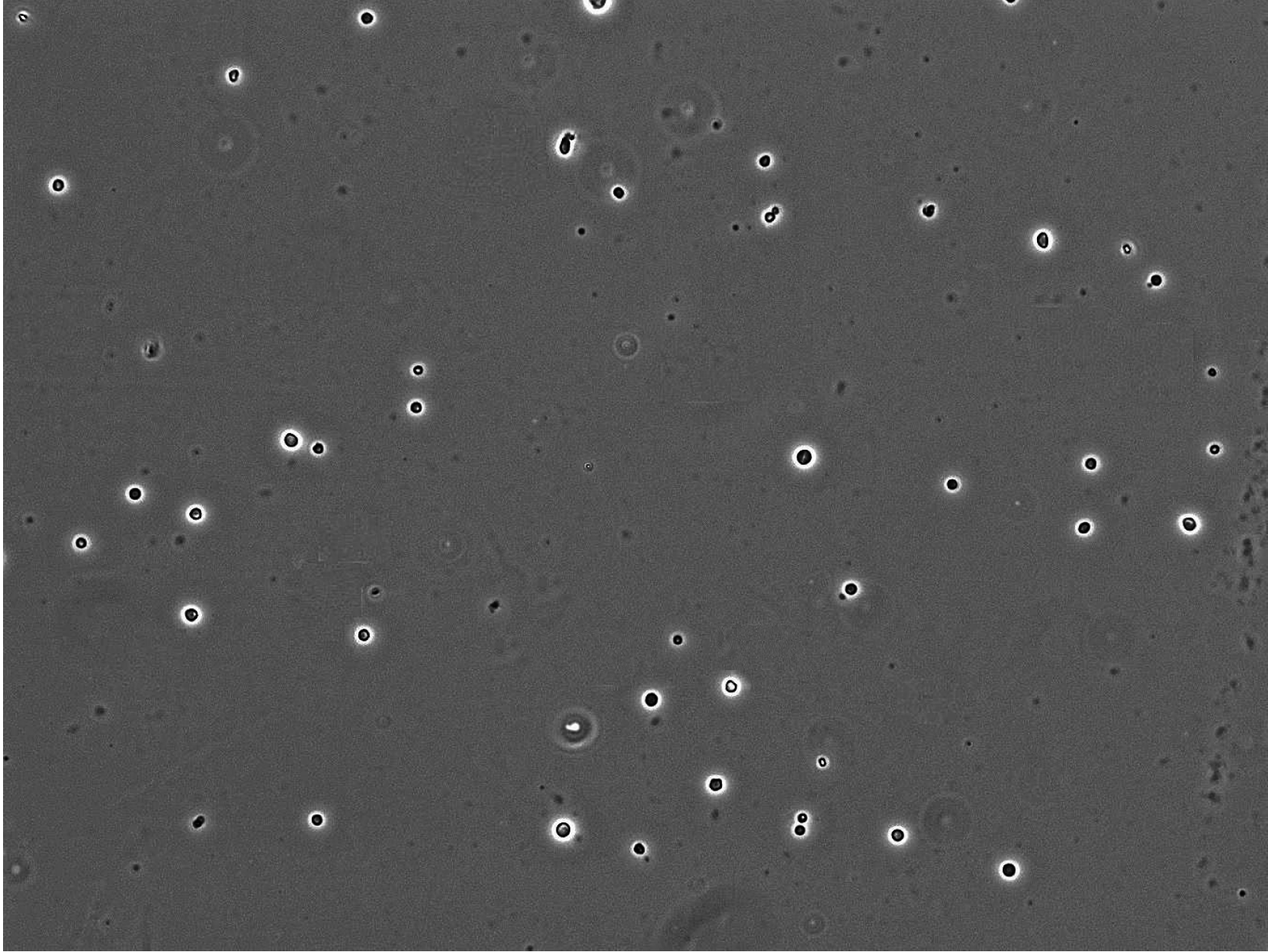
Phasenkontrast-Aufnahme von Methanosarcina soligelidi DSM 26065. Das Beispiel stammt aus einer geschlossenen Batch-Kultur. Die Zellen sind kokkoid (kugelförmig).

Methanosarcina ist eine Gattung von prokaryotischen Mikroorganismen. Methanosarcina gehört zur Domäne der Lebewesen Archaea, ist anaerob und bildet Methan.

## Zusammenfassung der Eigenschaften
Boone & Mah (2015) fassen die Eigenschaften der Gattung Methanosarcina etwa wie folgt zusammen:
Unregelmäßige sphäroidische Körper (Durchmesser 1–3 µm), die alleine oder typischerweise in Zellaggregaten auftreten (Aggregate bis 1000 µm Durchmesser). Manchmal treten sie als große Zysten mit einzelnen Coccoidzellen und einer gemeinsamen Außenwand auf. Endosporen werden nicht gebildet. Die Ergebnisse der Gram-Färbung sind variabel. Nicht beweglich. Zellen können Gas-Vesikel enthalten. Strikt anaerob. Die optimalen Wachstumstemperaturen betragen 30–40 °C für mesophile Arten und 50–55 °C für thermophile Arten. Energiestoffwechsel durch Bildung von Methan aus Acetat, Methanol, Monomethylamin, Dimethylamin, Trimethylamin, H2/CO2 sowie CO. Einige Stämme verwenden H2/CO2 nicht als einziges Energiesubstrat. Sehr langsames Wachstum mit Pyruvat kann vorkommen. N2-Fixierung kann vorkommen. Der G+C-Gehalt der DNA beträgt 36–43 %.

## Zellform und Zellbegrenzung
Eine der ersten Erwähnungen mit dem holländischen Namen „Methaansarcine“ im Jahr 1906 weist bereits auf die offensichtlichsten Eigenschaften der späteren Gattung hin: Der Name Methanosarcina bedeutet etwa „methanbildendes Paket“ und wurde aus einem neulateinischen Wort für Methan („das Methanum“) und dem lateinischen Wort für Paket oder Bündel („die Sarcina“) gebildet. In einer grundlegenden Arbeit zur Einteilung der methanbildenden Mikroorganismen aus dem Jahr 1979 wurde hinsichtlich der Morphologie festgestellt, dass die Mitglieder der Familie Methanosarcinaceae (und damit auch der Gattung Methanosarcina) unregelmäßige, grampositive Kokken seien, die unterschiedlich große Pakete bilden würden. Diese Klumpen wären groß genug, um sie mit bloßem Auge sehen zu können. Die Teilungsebenen der Zellen im Paket wären nicht zwingend senkrecht. Es wird darauf hingewiesen, dass das Ergebnis einer Gram-Färbung stark von jeweils auftretenden Zellwandstruktur abhängt; 2015 wird dieses Ergebnis nicht als grampositiv, sondern als variabel eingestuft.
Die Ausprägung der Morphologie von verschiedenen Arten und Stämmen hängt stark von der jeweils bevorzugten und der tatsächlich in der Wachstumsumgebung vorhandenen Salzkonzentration ab. So zeigt M. barkeri beispielsweise eine dichotome Morphologie: wenn diese Mikroben in Süßwassermedium gezüchtet werden, wachsen sie zu großen, vielzelligen Aggregaten heran, die in einer Matrix aus sogenannten Methanochondroitin eingebettet sind, während sie in einem dem Meerwasser ähnelndem Milieu als einzelne, unregelmäßige Kokken wachsen, die nur von einer Proteinschicht (S-Schicht), aber nicht vom Methanochondroitin umgeben sind.
Methanochondroitin ist ein heterogenes Polysaccharid und ähnelt in einigen Punkten dem Chondroitin im Bindegewebe von Wirbeltieren. Die Methanosarcina-Zellmembranen sind aus relativ kurzen Lipiden aufgebaut, hauptsächlich aus C25-Kohlenwasserstoffen und C20-Ethern, während die Zellmembranen der meisten anderen Methanbildner C30-Kohlenwasserstoffe und eine Mischung aus C20- und C40-Ethern enthalten (C20, C25 usw. geben die Anzahl der Kohlenstoffatome in der jeweiligen Molekülkette an).
Methanosarcina-Zellen bilden keine Sporen.

## Stoffwechsel und Genetik
Methanosarcina ist eine anaerobe Gattung, obwohl für M. acetivorans, das eigentlich ein obligatorischer Anaerobier ist, gezeigt wurde, dass dieses Archäon mikroaerophile Bedingungen aushält. In M. acetivorans und einem anderen Archäon, Aeropyrum pernix, wurden Häm-bindende Globine entdeckt, die ähnlich gut Sauerstoff binden konnten wie Hämoglobin und in denen Freitas et al. Vorgängerversionen des Hämoglobins sahen, die sie deshalb Protoglobine nannten. Die Autoren sahen die wahrscheinlichste Funktion dieser Proteine in der Entgiftung des Sauerstoffs. Das erste Häm-Protein mit bekannter Funktion bei Archaeen ist ein Sensor, der die Aerotaxis bei Halobacterium salinarum vermittelt (Hs-HemAT). Die Flucht vor dem Sauerstoff durch Aerotaxis scheidet für Methanosarcina allerdings aus, da das Archäon als unbeweglich gilt. Die Untersuchungen eines Häm-bindenden Proteins (MA4561) in M. acetivorans wiesen auf einen Häm-basierten Sensor hin, der das Redoxpotential seiner Umgebung widerspiegelt und die Genregulation des Methylsulfid-Stoffwechsels beeinflusst und daher nach Meinung der Autoren MsmS (methyl sulfide methyltransferase-associated sensor) heißen sollte.
Methanosarcina ist möglicherweise das einzige bekannte Methanogene, das auf allen bekannten Stoffwechselwegen der Methanogenese Methan produzieren kann. Die meisten Methanbildner bilden Methan aus den Gasen Kohlendioxid und Wasserstoff und andere verwenden Acetat auf dem Essigsäure-spaltendem Weg (auf dem sogenannten acetoclastischen Weg). Zusätzlich zu diesen zwei Wegen können Arten von Methanosarcina aus organischen Stoffen, die genau ein Kohlenstoff-Atom aufweisen (C1- oder Ein-Kohlenstoff-Verbindungen), Methan herstellen (methylotrophe Methanogenese). Zu solchen C1-Verbindungen gehören Methylamine, Methanol und Methylthiole. Methanosarcina-Arten können aus mindestens neun Substraten Methan herstellen.
Einige Methanosarcina-Arten können auch Kohlenmonoxid (CO) für die Methanogenese verwenden. In M. barkeri werden vier CO-Moleküle durch eine CO-Dehydrogenase (CODH) zu Kohlendioxid (CO2) oxidiert und dann erfolgt die Reduktion von CO2 zu Methan, wobei Wasserstoff (H2) als Elektronendonor dient. Daher ist auch ein Wachstum mit H2 und CO2 möglich. Im Gegensatz dazu verläuft der CO-Metabolismus von M. acetivorans anders. M.-acetivorans-Zellen können auch CO verwenden, nicht aber mit H2 und CO2, da ein entsprechendes Hydrogenasesystem fehlt. Darüber hinaus produziert der Organismus während der Methanogenese aus CO große Mengen an Acetat und Formiat.
Im Jahr 2002 wurde das Pyrrolysin in M. barkeri als 22-ste proteinogene Aminosäure veröffentlicht. Die vorausgehenden Forschungen hatten gezeigt, dass in M. barkeri ein Gen vorhanden ist, das ein Codon aufweist, welches normalerweise das Ende (Stopp-Codon UAG) eines Proteins signalisieren würde, dies aber nicht tut. Dieses Verhalten deutete darauf hin, dass möglicherweise eine unübliche Aminosäure in das Protein eingebaut wird, ähnlich, wie das bei der 21-sten proteinogenen Aminosäure, Selenocystein, der Fall ist. Über mehrere Jahre hinweg wurden Untersuchungen durchgeführt, die den Einbau von Pyrrolysin in ein Protein bestätigten (Pressemitteilung). Die Aminosäure Pyrrolysin wurde anschließend in der gesamten Familie Methanosarcinaceae sowie auch im Bakterium Desulfitobacterium hafniense gefunden.
Einige Methanosarcina-Arten haben relativ große Genome. Mit 5.751.492 Basenpaaren hatte M. acetivorans im August 2008 das bis dahin größte sequenzierte Archaeen-Genom und für das Genom von M. mazei wurde ein Umfang von 4.096.345 Basenpaaren angegeben.
Der Vergleich von Genomen zwischen phylogenetisch eng und entfernt verwandten Arten zeigte Besonderheiten von Methanosarcina, z. B. für das Gen der Acetatkinase und weitere Gene, die bei der Aktivierung von Acetat im Stoffwechsel eine Rolle spielen (Anmerkungen zur Acetatkinase und zur Aktivierung). Methanosarcina-Arten sind die einzigen bisher gefundenen Archaeen, die eine Acetatkinase haben, während dieses Enzym bei Bakterien üblich ist. Dadurch liegt es nahe, dass das entsprechende Gen durch horizontaler Gentransfer übertragen wurde.
Die Suche nach dem Ursprung von Stoffwechselwegen und nach den Entwicklungsschritten bildet den Hintergrund der Überlegungen zur Acetatkinase. 2001 wurde die Annahme veröffentlicht, dass die Acetatkinase die „Urkinase“ in einer großen Protein-Superfamilie ist. Diese Protein-Superfamilie basiert auf Mitgliedern, die ATPase-Domänen haben und umfasst so unterschiedliche Proteine, wie z. B. Kinasen für Zellzyklus-Funktionen, Hitzeschockproteine und Aktin.
Es gibt verschiedene Annahmen zum Ursprung der Acetatkinase (und zum Ursprung weiterer, mit der Thematik assoziierter Gene bzw. Proteine, z. B. der Phosphoacetyltransferase und der Acetyl-CoA-Synthetase), die die Gemeinsamkeit aufweisen, Methanosarcina in die Betrachtungen einzubeziehen. Fournier & Gogarten (2008) favorisierten beispielsweise die Übertragung von einem Cellulose-abbauenden Bakterium auf einen Methanosarcina-Vorfahren und Barnhard et al. (2015) gingen eher davon aus, dass sich die Acetatkinase in Methanosarcina auf einem duplizierten Gen beruht, dass zuvor für eine Untereinheit einer Acetyl-CoA-Synthetase (ADP-Acs-α) kodiert hatte.

## Systematik
Die taxonomischen Informationen zur Gattung Methanosarcina stammen von folgenden Quellen (Stand 21. Januar 2022):
- L — List of Prokaryotic names with Standing in Nomenclature (LPSN)[31][32][33] (L? – „not validly published“)
- N — National Center for Biotechnology Information (NCBI)[34]
- W — World Register of Marine Species (WoRMS)[35] (W? – „unreviewed“)

Das direkt übergeordnete Taxon der Gattung Methanosarcina ist die Familie Methanosarcinaceae in der Ordnung Methanosarcinales. Die Gattung Methanosarcina hat zum Zeitpunkt des Abrufs 16 Arten; die Typusart ist M. barkeri.
Ordnung Methanosarcinales Boone et al. 2002 (L,N,W)
- Familie Methanosarcinaceae Balch & Wolfe 1981 (L,W) bzw. Balch & Wolfe 1981 emend. Sowers et al.1984 (N)
  - Gattung Methanosarcina Kluyver & van Niel 1936 (L) bzw. Kluyver & van Niel 1936 emend. Barker 1956 (W) bzw. Kluyver & van Niel 1936 emend. Barker 1956 emend. Ni et al. 1994, nom. approb (N) — Typusgattung (L)[36]
    - Spezies Methanosarcina acetivorans Sowers et al. 1986 (L,N) bzw. Sowers, Baron & Ferry, 1984 (W)
    - Spezies Methanosarcina baltica Klein et al. 2002 (L) bzw. (von Klein, Arab, Volker & Thomm, 2002) emend. Singh, Kendall, Liu & Boone, 2005 (N,W), mit M. sp. GS1-A (N)
    - Spezies Methanosarcina barkeri Schnellen 1947 (L,N,W), Synonym Sarcina barkeri Breed & Smit 1957 — Typusart (L); mit Stämmen DSM 800 alias MST — Typus (L,N)[A 5], Fusaro (N) etc.
    - Spezies Methanosarcina calensis Blotevogel et al. (N)
    - Spezies Methanosarcina flavescens Kern et al. 2016 (L,N), mit M. sp. E03.2 (N)
    - Spezies Methanosarcina horonobensis Shimizu et al. 2011 (L,N)
    - Spezies Methanosarcina lacustris Simankova et al. 2002 (L,N), Schreibvariante M. lacustera, mit M.a sp. MM (N), M. sp. MS (N)
    - Spezies Methanosarcina mazei corrig. (Barker, 1936) Mah & Kuhn, 1984 (L) bzw. (Barker, 1936) Mah & Kuhn, 1986 (N,W), Schreibvariante M. mazeii (Barker, 1936) Mah & Kuhn, 1986, Synonym Methanosarcina frisia (Blotevogel et al. 1986) Blotevogel & Fischer 1989 (L,N), früher Methanococcus mazei (N), mit M. sp. MT (N)
    - Spezies Methanosarcina methanica (Smit 1930) Kluyver & van Niel 1936, früher Zymosarcina methanica Smit 1930 – „validly published under the ICNP, rejected name, nomen dubium et confusum, in need of a replacement, proposed as: comb. nov.“ (L)
    - Spezies Methanosarcina semesiae Lyimo et al. 2000 (L?,N)
    - Spezies Methanosarcina siciliae (Stetter & Konig 1989) Ni et al 1994 (L,N) bzw.  Elberson & Sowers, 1997 (W) bzw. (Stetter & Konig 1989) Ni et al 1994 emend. Elberson & Sowers, 1997 (N)
    - Spezies Methanosarcina soligelidi Wagner et al. 2013  (L,N), mit M. sp. SMA-21 (N)
    - Spezies Methanosarcina spelaei Ganzert et al. 2014  (L, N), mit M. sp. MC-15 (N)
    - Spezies Methanosarcina subterranea Shimizu et al. 2015 (L,N), mit M. sp. HC-2 (N)
    - Spezies Methanosarcina thermophila Zinder et al. 1985 (L,N)
    - Spezies Methanosarcina vacuolata Zhilina & Zavarzin 1987 (L,N)

- Spezies Methanosarcina sp. 1.H.A.2.2
- Spezies Methanosarcina sp. 1.H.T.1A.1
- Spezies Methanosarcina sp. 13XMc1
- Spezies Methanosarcina sp. 1H1
- Spezies Methanosarcina sp. 2.H.A.1B.4
- Spezies Methanosarcina sp. 2.H.T.1A.15
- Spezies Methanosarcina sp. 2.H.T.1A.3
- Spezies Methanosarcina sp. 2.H.T.1A.6
- Spezies Methanosarcina sp. 2.H.T.1A.8
- Spezies Methanosarcina sp. 2214B
- Spezies Methanosarcina sp. 48
- Spezies Methanosarcina sp. 795
- Spezies Methanosarcina sp. A14
- Spezies Methanosarcina sp. AbM25
- Spezies Methanosarcina sp. AK-6
- Spezies Methanosarcina sp. Ant1
- Spezies Methanosarcina sp. CM2
- Spezies Methanosarcina sp. DH1
- Spezies Methanosarcina sp. DH2
- Spezies Methanosarcina sp. DSM 11855
- Spezies Methanosarcina sp. DTU009
- Spezies Methanosarcina sp. FR
- Spezies Methanosarcina sp. GRAU-10
- Spezies Methanosarcina sp. JL01
- Spezies Methanosarcina sp. JM-1
- Spezies Methanosarcina sp. Kolksee
- Spezies Methanosarcina sp. M15
- Spezies Methanosarcina sp. M37
- Spezies Methanosarcina sp. MET5BHJ
- Spezies Methanosarcina sp. MO-MS1
- Spezies Methanosarcina sp. MSH10X1
- Spezies Methanosarcina sp. MSS35
- Spezies Methanosarcina sp. MTP4
- Spezies Methanosarcina sp. Naples 100
- Spezies Methanosarcina sp. Pr1
- Spezies Methanosarcina sp. Pr2
- Spezies Methanosarcina sp. RPS13
- Spezies Methanosarcina sp. SMA-17
- Spezies Methanosarcina sp. T36
- Spezies Methanosarcina sp. TMA3RMK
- Spezies Methanosarcina sp. UBA135
- Spezies Methanosarcina sp. UBA289
- Spezies Methanosarcina sp. UBA293
- Spezies Methanosarcina sp. UBA301
- Spezies Methanosarcina sp. UBA304
- Spezies Methanosarcina sp. UBA323
- Spezies Methanosarcina sp. UBA338
- Spezies Methanosarcina sp. UBA342
- Spezies Methanosarcina sp. UBA361
- Spezies Methanosarcina sp. UBA363
- Spezies Methanosarcina sp. UBA369
- Spezies Methanosarcina sp. UBA376
- Spezies Methanosarcina sp. UBA383
- Spezies Methanosarcina sp. UBA392
- Spezies Methanosarcina sp. UBA398
- Spezies Methanosarcina sp. UBA402
- Spezies Methanosarcina sp. UBA411
- Spezies Methanosarcina sp. UBA423
- Spezies Methanosarcina sp. UBA43
- Spezies Methanosarcina sp. UBA47
- Spezies Methanosarcina sp. UBA5
- Spezies Methanosarcina sp. UBA591
- Spezies Methanosarcina sp. UBA7
- Spezies Methanosarcina sp. WH-1 – Schreibvariante zu M. sp. WH1?
- Spezies Methanosarcina sp. WH1 – Schreibvariante zu M. sp. WH-1?
- Spezies Methanosarcina sp. WWM596

Historische Zusammenfassung der Benennung und Einteilung:
Eine Grundlage für die Beschreibung der Gattung wurde bereits 1906 gelegt und die Gattung Methanosarcina wurde 1936 mit der ersten Art Methanosarcina methanica beschrieben. Die Namen „Methanosarcina Kluyver & van Niel 1936“ für die Gattung und „Methanosarcina methanica (Smit 1930) Kluyver & van Niel 1936“ für die Typusart wurden 1980 bestätigt. Aufgrund einer Veröffentlichung von 1979 zur Einteilung der Methanogenen wurde Methanosarcina als Typusgattung der neuen Familie „Methanosarcinaceae Balch & Wolfe 1981“ bestimmt.
Seit 1986 ist „Methanosarcina barkeri Schnellen 1947“ die neue Typusart von Methanosarcina, da zur Beschreibung für M. methanica kein passender Kulturstamm gefunden werden konnte. Hinsichtlich des Typstamms von Methanosarcina barkeri gab es eine Debatte, die letztlich (1987) zugunsten des Stamms DSM 800T (MST) entschieden wurde.

## Ökologie

### Vorkommen
Methanosarcina-Arten sind in ökologischer Hinsicht weltweit die vielfältigsten Methanbildner. Es gibt sie in allen möglichen anaeroben Umgebungen wie Deponien, Abwasserhalden, Tiefseequellen, tiefem Grundwasser und sogar im Darm vieler verschiedener Huftiere, darunter Rinder, Schafe, Ziegen und Rehe.
Methanosarcina-Zellen bildet keine Sporen, aber zumindest eine Art (M. barkeri) kann austrocknen und in diesem Zustand ungünstige Bedingungen ertragen, z. B. hohe Temperaturschwankungen. Sie können auch in Umgebungen mit niedrigem pH-Wert überleben, die normalerweise lebensgefährlich sind. Es wurde vermutet, dass M. barkeri kurzzeitig auf dem Mars überleben könnte (Pressemitteilung).

### Syntrophien
Die methanbildenden Archaeen leben oft in syntrophischen Mikroben-Gemeinschaften mit Bakterien, die ebenfalls anaerob sind, zusammen. Da Methanosarcina über ein großes Spektrum an Methanogenese-Möglichkeiten verfügt, überrascht es nicht, dass auch die Art und Weise der Syntrophien von Vielfalt geprägt ist. Intensiver untersucht sind solche Beziehungen von Methanosarcina barkeri in definierten Mischkulturen mit Pelobacter carbinolicus und mit Geobacter metallireducens:
- P. carbinolicus (Familie Desulfuromonadaceae) bildet Wasserstoff, der von M. barkeri zur Reduktion von Kohlendioxid genutzt werden kann und
- G. metallireducens (Familie Geobacteraceae) überträgt Elektronen auf M. barkeri, so dass M. barkeri diese für die Reduktion des Kohlendioxids nutzen kann.[43]

Die beiden hier genannten Partner gehören der gleichen Ordnung, Desulfuromonadales, an. Die eine Beziehung („P. carbinolicus→H2→M. barkeri“) wird HIT (H2 interspecies transfer) genannt und andere Beziehung („G. metallireducens→e−→M. barkeri“) wird DIET (Direct interspecies electron transfer) genannt.
Für einen Vergleich der beiden Beziehungen wurde Ethanol als Substrat verwendet; die Untersuchungen ergaben, dass der methanbildende Partner, M. barkeri, auf die Verfügbarkeit von Wasserstoff anders reagiert, als auf die Übertragung von Elektronen. Bei der Nutzung von Wasserstoff (HIT), wurden bevorzugt die Gene exprimiert, die allgemein die Proteinsynthese und Methanogenese fördern, während bei der Nutzung von Elektronen (DIET) eher Gene exprimiert wurden, die Transmembranproteine betreffen und Proteine, die mit der S-Schicht assoziiert sind und solche, die sich mit der Biosynthese von Cofaktoren und prosthetischen Gruppen befassen.
Diese Ergebnisse deuten darauf hin, dass der Weg, den M. barkeri zur Reduktion des Kohlendioxids (zu Methan) durch Elektronenübertragung (DIET) beschreitet, grundsätzlich anders ist, als der Weg der Reduktion mithilfe von Wasserstoff (HIT). Auf „mikrobielle Nanodrähte“ wie sie verschiedene Bakterien verwenden, fanden sich bei M. barkeri keine Hinweise.

### Hypothesen zur Rolle vonMethanosarcinain der Erdgeschichte
Hypothese zur Evolution
Im Jahr 2004 veröffentlichten Freitas et al. die Entdeckung von zwei Globinen bei M. acetivorans und einem anderen Archäon, Aeropyrum pernix, die sie für Vorgängerversionen des Hämoglobins hielten und deshalb Protoglobine nannten. Zu diesem Thema gibt es einige Pressemitteilungen. Die Protoglobine der Archaeen binden ähnlich viel Sauerstoff wie das Hämoglobin der Wirbeltiere. Bei M. acetivorans sollten sie die Entfernung von unerwünschtem Sauerstoff erlauben, der ansonsten für diese anaeroben Organismus toxisch wäre. Protoglobine könnten somit einen Weg für die Entwicklung späterer Lebensformen geebnet haben, die von Sauerstoff abhängig sind. Nachdem sich in der Erdatmosphäre freier Sauerstoff befunden hatte, führte die Fähigkeit, Sauerstoff zu verarbeiten, zu einer weiten Verbreitung des Lebens und ist eine der grundlegendsten Entwicklungsstufen der Lebensformen der Erde.
Inspiriert von der Art und Weise, wie M. acetivorans Kohlenmonoxid in Acetat umwandelt, schlug ein Team von „Penn State“-Forschern eine neue „thermodynamische Evolutionstheorie“ vor (Pressemitteilung), die im Juni 2006 veröffentlicht wurde. Die Grundlage für die neue Theorie bildet die Annahme, dass frühe „Protozellen“ primitive Enzyme verwendet haben könnten, um Energie zu erzeugen, wobei Acetat ausgeschieden wurde. Zwei zuvor diskutierte Theorien drehten sich lediglich um die Kohlenstoff-Fixierung: die „heterotrophe“ Theorie der frühen Evolution, bei der die Ursuppe einfacher Moleküle aus nichtbiologischen Prozessen entstanden sein würde und die „chemoautotrophe“ Theorie, bei der die frühesten Lebensformen die einfachen Moleküle gebildet hätten. Die neue Theorie ging davon aus, dass die Stoffwechselwege in Wirklichkeit zuerst entstanden, um Energie zu erzeugen und sich erst dann weiter entwickelten, um Kohlenstoff zu fixieren. Die Wissenschaftler schlugen ferner Mechanismen vor, die es ermöglichen würden, dass sich eine an Mineralien gebundene Protozelle (=Vorläufer einer echten Zelle) zu einer frei lebenden Zelle weiterentwickeln könnte, wenn die gleichen Pfade ausgebaut würden, die anfangs nur der Energiegewinnung dienten. In der Folge wäre die Zelle zu einem Acetat-nach-Methan-Stoffwechsel imstande gewesen. Es wurde angenommen, dass M. acetivorans eine der ersten Lebensformen auf der Erde war, eine direkte Nachkommenschaft der frühen Protozellen.
Hypothese zum Massenaussterben am Ende des Perms
Rothman et al. stellten 2014 die Hypothese auf, dass die Methanproduktion durch Methanosarcina möglicherweise die Hauptursache für das Massenaussterben an der Perm-Trias-Grenze war. Zu diesem Thema gibt es diverse Pressemitteilungen.
Als Hauptursache für das Artensterben an der Perm-Trias-Grenze gilt im Allgemeinen der Vulkanismus, der mit einer Reihe von massiven Vulkanausbrüchen über einen Zeitraum von 165.000 bis 600.000 Jahren in Erscheinung trat. Ein Beleg für die Vulkanausbrüche sind die bis zu 3000 Meter mächtigen Flutbasalt-Ablagerungen des Sibirischen Trapps, die in der fraglichen Zeit entstanden und die eine Fläche von etwa 7 Millionen km² bedeckten.
Die von Rothman et al. aufgestellte Theorie besagt nun, dass der Vulkanismus zwar ein Auslöser der Katastrophe war, nicht aber die unmittelbare Ursache für das Massenaussterben. Als Ursache wird weniger die Beeinträchtigung der Lebewelt durch die Vulkangase selbst gesehen, sondern mehr die daraus erwachsenen Möglichkeiten für Methanosarcina. Die Befürworter der Methanosarcina-Theorie argumentieren unter anderem, dass ihre Theorie besser die Zusammensetzung von Kohlenstoff-Isotopen in den Ablagerungsschichten gegen Ende des Perms erklärt, als solche Theorien, bei denen die Vulkanausbrüche in Sibirien direkt verantwortlich gemacht werden.
Unter Verwendung von genetischen Analysen von etwa 50 Methanosarcina-Genomen gelangte man zu dem Schluss, dass diese Mikroben, bzw. ihre Vorfahren, wahrscheinlich vor etwa 240 ± 41 Millionen Jahren die Fähigkeit erlangt hatten, Acetat mithilfe von neuen Enzymen in Methan umzuwandeln, was in etwa dem Zeitpunkt des Massenaussterbens vor 252 Millionen Jahren entspräche. Die Gene für diese neuen Enzyme (Acetatkinase und Phosphoacetyltransferase zur Aktivierung von Essigsäure) könnte der Methanosarcina-Vorfahr durch Gentransfer von einem celluloseabbauenden Bakterium erhalten haben.
Weiterhin wurde durch die Vulkanausbrüche Nickel verfügbar. Das Nickel wird für den Cofaktor F430 (ein Nickel-Tetrapyrrol-Coenzym) benötigt, der zusammen mit einer Reduktase (Methyl-Coenzym-M-Reduktase) den letzten Schritt der Methanbildung katalysiert.
Die Wissenschaftler schlussfolgerten, dass die neuen Gene zusammen mit weit verbreiteten organischen Kohlenstoffablagerungen im Meer und einem reichlichen Nickelangebot die Methanosarcina-Populationen dramatisch ansteigen ließen. Nach der Theorie führte dies zur Freisetzung von reichlich Methan als Abfall. Dann wäre ein Teil des Methans von anderen Organismen zu Kohlendioxid abgebaut worden, wobei Sauerstoff verbraucht wurde. Der Sauerstoffgehalt im Ozean hätte drastisch abgenommen und der Säuregehalt gleichzeitig zugenommen. Die Klimazonen der Erde hätten durch die Freisetzung der Treibhausgase Methan und Kohlendioxid in die Atmosphäre und gleichzeitig steigenden Temperaturen einen signifikanten Wandel erlebt. Es wird geschätzt, dass 70 % der Schalentiere an der Übersäuerung der Meere durch die Überwucherung mit Methanosarcina ausstarben. Rothman et al. fassten ihre Ansichten etwa wie folgt zusammen:
- Unsere grundsätzlichen Beobachtungen, ein superexponenzieller Ausbruch aus dem Kohlenstoffkreislauf, die Entstehung von effizienter acetoklastischer Methanogenese und ein Anstieg der Nickelverfügbarkeit, scheinen direkt mit mehreren Merkmalen der end-permianischen Umweltveränderungen in Verbindung zu stehen: mit dem sibirischen Vulkanismus,[53][54] mit der marinen Anoxie[55][56][57] und mit der Versauerung der Ozeane.[58][59][60] Ein einzelner horizontaler Gentransfer[28] löste eine biogeochemische Veränderung aus, ein massiver Vulkanismus wirkte als Katalysator, und die daraus resultierende Expansion des acetoclastischen Methanosarcina wirkte sich auf die CO2- und die O2-Konzentration aus. Die daraus folgenden biogeochemischen Störungen waren wahrscheinlich umfassend. Die anaerobe Methanoxidation könnte beispielsweise den Sulfidspiegel erhöht haben,[61] was möglicherweise zu einer toxischen Freisetzung von Schwefelwasserstoff in die Atmosphäre führte, die das Aussterben an Land bedingte.[62] Obwohl solche Implikationen spekulativ bleiben, verdeutlicht unsere Arbeit die außerordentliche Empfindlichkeit des Systems Erde gegenüber der Entwicklung des mikrobiellen Lebens.

## Bedeutung für den Menschen

### Technische Anwendungen
Die einfachste Form, die Methanbildung durch Mikroorganismen zu nutzen, dürfte darin bestehen, einen Behälter mit prinzipiell geeigneten Abfällen zu befüllen, die sauerstoffhaltige Luft abzuschirmen und die entstehenden Faulgase aufzufangen. Das entstandene Gas wird dann zum Heizen verbrannt. Im Detail ist die effiziente technische Nutzung der Methanogenese komplizierter und setzt unter anderen Kenntnisse über die beteiligten Mikroorganismen voraus.
Es wurde zum Beispiel beobachtet, dass in Faulbehältern mit Schlamm als Substrat die methanproduzierende Mikrobengemeinschaft, üblicherweise von Methanosaetaceae dominiert wird, während Anlagen für feste Abfälle, die mit Dung betrieben werden, in der Folge mehrheitlich von Methanosarcinaceae besiedelt werden. Die Biogasausbeute hängt stark von der Art des verwendeten Substrats und den darauf abgestimmten Prozessabläufen und -bedingungen ab.
Im Jahr 2011 wurde gezeigt, dass das M. barkeri bei der Zersetzung auf Deponien einen großen Beitrag im Vergleich zu anderen Methanbildnern erbringen dürfte; im Labormaßstab wurde gefunden, dass die Mikrobe, die in Umgebungen mit niedrigem pH-Wert überleben kann, die Säuren verbraucht, dadurch den pH-Wert anhebt und die Bedingungen der Methanbildung verbessert. Die Forscher meinten, dass ihre Ergebnisse dazu beitragen könnten, die Entwicklung von Anwendungen für Methan als alternative Energiequelle voranzubringen (Pressemitteilung).
Eine andere Denkrichtung ist der Einsatz von Gentechnik. Es wurde nach Wegen gesucht, die Fähigkeiten von Methanosarcina zur Methanproduktion umfänglicher zu nutzen. So wurde 2010 ein Gen aus dem Bakterium Pseudomonas veronii mithilfe eines Plasmids in das Archäon Methanosarcina acetivorans eingeführt, das es dem veränderten M. acetivorans-Stamm ermöglichte, Ester abzubauen. Die Forscher der Universität von Arkansas argumentierten, dass Bioengineering die effizientere Umwandlung von Biomasse in Methangas zur Energiegewinnung ermöglichen könnte (Pressemitteilung).
Je nachdem, welches Ergebnis im Fokus steht, könnte auch die Umwandlung von zwischenzeitlich entstehendem Methan in ein anderes Produkt interessant sein („reverse Methanogenese“). Gene für die Methyl-CoM-Reduktase, die aus einem anaeroben, methanotrophen und nicht kultivierbaren Archaeen-Population stammten (ANME-1), wurden in M. acetivorans übertragen und dort exprimiert, wodurch der manipulierte M. acetivorans-Stamm dreimal schneller Methan zu Acetat umwandelte als der Elternstamm.
Besonders für M. barkeri wurde die Methanogenese durch Elektronentransfer untersucht (z. B. in Syntrophien mit DIET, direct interspecies electron transfer). Allerdings wird in einer Übersichtsarbeit (2018) festgestellt, dass sich Anwendungen in dieser Hinsicht (bioelektrochemische Methanogenese) für alle Methanbildner (und somit auch für Methanosarcina) noch im Labormaßstab befinden.

### Medizin
Die methanogenen Archaeen sind nicht als pathogene Keime bekannt und haben daher selten Bedeutung für die Medizin. Nichtsdestotrotz besiedeln sie anaerobe Räume. 2003 wurde beispielsweise eine nicht näher bestimmte Methanosarcina-Art in einer Parodontaltasche eines Patienten gefunden.

## Datenbanken
- LPSN, Suche nach Methanosarcina – http://www.bacterio.net/methanosarcina.html
- NCBI, taxonomy browser – https://www.ncbi.nlm.nih.gov/Taxonomy/Browser/wwwtax.cgi?id=2207
- BacDive, Suche nach Methanosarcina – http://bacdive.dsmz.de/index.php?search=Methanosarcina&submit=Search
- UCSC, Informationen für die Typusart Methanosarcina barkeri – http://archaea.ucsc.edu/cgi-bin/hgGateway?db=methBark1